# 夢想神伝流
夢想神伝流（むそうしんでんりゅう）は、居合の流派。大正時代に夢想神傳重信流を高知県で学んだ剣聖と呼ばれた中山博道が、業の工夫を加えて伝えた流派であるが、中山博道自身は「この業は夢想神傳重信流だ」と門弟には話している。無双直伝英信流と並び現代居合道の母体となった。

## 歴史
明治時代末期、高知県に夢想神傳重信流（英信流）という門外不出の居合が伝わっていると聞いた中山博道は、門外不出の掟に阻まれたが、旧土佐藩藩士の政治家で、無双直伝英信流の第15代宗家・谷村亀之丞自雄の親族であった板垣退助の仲介により、森本兎久身から無双直伝英信流（英信流谷村派）を、細川義昌から無双神伝英信流（英信流下村派）を学んだ。大正11年（1922年）、細川義昌から夢想神傳重信流（無双神伝英信流）の免許を授かった。
中山が夢想神伝流を最初に名乗ったのは昭和8年（1933年）の武徳祭大演武会である が、「長谷川英信流」、「無想神伝流」、「大森流」とも名乗っており、統一されていなかった。夢想神伝流という流名は、中山の没後、弟子たちが呼称を統一したものである。古い伝書には「神傳流極秘」（文政十年）、「長谷川居合傳書」（文政十二年）、「長谷川流傳書」（天保七年）、「夢想神傳流哥之巻」（天保十二年）などの記述があり、既に江戸時代から様々な呼称・表記が並存していたことがうかがえる。
中山は、高弟や地位の高い人物に限って居合を教えたため、全伝を授かった門人は少ない。第二次大戦後、夢想神伝流は全日本剣道連盟居合の成立に強い影響を与え、無双直伝英信流と並び現代居合道の母体となった。現在は居合道界で最多の門人を擁している。主に関東地方で盛んである。ただし、奥居合に無双直伝英信流の形を伝えている系統もあるため、業の並びや本数に違いが生じ、一部には道統（どうとう＝師伝の道筋）が混在してしまっているものも見受けられる。
また中山博道は門下の木村栄寿（山口県）に対し、自分が出来なかった高知細川家に残されている伝書の書き写しと解読を命じており、木村栄寿は中山博道が死去した後に細川家に出向き、親族会議を経て伝書を写真に撮り、自分で伝書をそのまま書き写す作業と解読に晩年を捧げるも、道半ばで病のために死去した。
その後、木村栄寿の元に通い夢想神傳重信流を一から学んだ当時の範士九段（夢想神伝流）であった、橋本正武と額田長がその編纂を引き継いだ。
その後「林崎抜刀術兵法夢想神傳重信流」を書籍として刊行した。

## 形目録

### 居合
- 初伝　大森流（正座の部）

元は大森六郎左衛門の流であるが、林六太夫守政の計らいにより取り入れられた。大森流が「袈裟の一太刀」の精神に則っていること、時代を考慮に入れて正座を用い、初心者に覚えやすいことがその理由である。
```
一本目　初発刀（前）
二本目　左刀（右）
三本目　右刀（左）
四本目　当刀（後）
五本目　陰陽進退（八重垣）
六本目　流刀（受流し）
七本目　順刀（
介錯
）
八本目　逆刀（附込）
九本目　勢中刀（月影）
十本目　虎乱刀（追風）
十一本目　逆手陰陽進退（脛囲）
十二本目　抜刀（抜打）
```

- 中伝　長谷川英信流（立膝の部）

本来、林崎甚助重信から伝わる本重信流と言うべきものであるが、後世の長谷川英信が優れた達人であったため、長谷川英信流と称されるに至った。
```
一本目　横雲
二本目　虎一足
三本目　稲妻
四本目　浮雲
五本目　山颪
六本目　岩浪
七本目　鱗返
八本目　浪返
九本目　滝落
十本目　抜打
```

- 重信流　居業　：平成に入り「重信流」と呼ばれることが多くなった。

```
一本目　向払（霞）
二本目　柄留（脛囲）
三本目　向詰
四本目　両詰（一）戸脇（二）戸詰
五本目　三角
六本目　四角（四方斬）
七本目　棚下
八本目　虎走
九本目　暇乞（1）
十本目　暇乞（2）
十一本目　暇乞（3）
```

※　業の名称、本数および並び順については、師伝により異なるものがある。
- 奥居合　立業

```
一本目　人中（壁添）
二本目　行連
三本目　連達
四本目　行違
五本目　夜の敵（信夫）
六本目　五方斬（惣捲）
七本目　放打（総留）
八本目　賢の事（袖摺返）
九本目　隠れ捨（門入）
十本目　受流
```

※　業の名称、本数および並び順については、師伝により異なるものがある。

### 組太刀
組太刀は師範によって伝えていなかったり、伝えている内容が異なる。これは中山が直接指導したものだけでなく、後の師範たちが伝書から研究したり、下村派の師範に学んだ等、各自の研鑽によるものが多いためである。
- 太刀打の位

```
一本目　出合
二本目　附込
三本目　請流
四本目　請込
五本目　月影
六本目　水月刀
七本目　絶妙剣
八本目　独妙剣
九本目　心明剣
十本目　打込
```

- 位取り

```
一本目　出合
二本目　拳取
三本目　雷（出撃）
四本目　詰流（撃流）
五本目　鍔留
六本目　柄詰
七本目　神妙剣
八本目　返討
九本目　青眼
```

- 詰居合の位

```
一本目　八相
二本目　拳取
三本目　岩浪
四本目　八重垣
五本目　鱗返
六本目　位弛
七本目　燕返
八本目　眼関落
九本目　水月刀
十本目　霞剣
十一本目　討込
```

- 大小詰

```
一本目　抱詰
二本目　骨防
三本目　柄留
四本目　小手留
五本目　胸捕
六本目　右伏
七本目　左伏
八本目　山影詰
```

- 大小立詰

```
一本目　〆捕
二本目　袖摺返
三本目　鍔打返
四本目　骨防返
五本目　蜻蜒返
六本目　乱曲
七本目　電光石火
```

- 詰の位

```
一本目　抱詰
二本目　脇坪
三本目　胸取
四本目　詰懸
五本目　燕返
六本目　逆手そり
七本目　物見打
```

## 映像
- 『達人の秘術と剣聖の心 植芝盛平と中山博道』（DVD）、クエスト
- 『昭和天覧試合』（DVD）、クエスト
- 『天才、羽賀準一の剣! 真の剣道を極める』第2巻 夢想神伝流居合編（DVD）、BABジャパン